# Desa Pahlawan
Desa Pahlawan is een bestuurslaag in het regentschap Rejang Lebong van de provincie Bengkulu, Indonesië. Desa Pahlawan telt 726 inwoners (volkstelling 2010).